# NGC 3024
NGC 3024 (другие обозначения — UGC 5275, MCG 2-25-46, ZWG 63.84, IRAS09477+1259, PGC 28324) — спиральная галактика (Sc) в созвездии Лев.
Этот объект входит в число перечисленных в оригинальной редакции «Нового общего каталога».
Расположена достаточно близко к галактике NGC 3020, однако в этой системе почти не наблюдается приливного взаимодействия.